# Мікурадзіма (Токіо)

33°53′50″ пн. ш. 139°35′45″ сх. д. / 33.89722° пн. ш. 139.59583° сх. д.
Мікурадзі́ма (яп. 御蔵島村, みくらじまむら, МФА: [mʲikuɾad͡ʑima muɾa]) — село в Японії, в області Міяке префектури Токіо. Займає територію островів Мікура й Інамба з групи островів Ідзу. Належить до острівних територій Токіо. Станом на 1 жовтня 2008 площа села становила 20,58 км². Станом на 1 січня 2009 населення села становило 348 осіб.